# هوندا اودیسه (آمریکای شمالی)
هوندا اودیسه (به انگلیسی: Honda Odyssey) یک خودروی مینی‌ون است که از سال ۱۹۹۴ توسط شرکت خودروسازی هوندا ژاپن، و برای بازار آمریکای شمالی تولید شده و به فروش می‌رسد. تا امروز ۵ نسل از این خودرو به بازار آمریکای شمالی عرضه شده‌است.
طراحی و مهندسی اودیسه، در اصل در کشور ژاپن، و در ابتدای بحران اقتصادی این کشور در اوایل دههٔ ۱۹۹۰ انجام گرفت. این موضوع محدودیت‌های شدیدی را در اندازه و مفهوم کلی این خودرو ایجاد کرد و باعث شد تا شرکت هوندا به ناچار این خودرو را با کمی تغییرات در یک خط تولید قدیمی به تولید برساند. این روند به ساخت یک مینی‌ون کوچک‌تر انجامید که در کلاس کامپکت ام‌پی‌وی قرار می‌گرفت و در بازار داخلی ژاپن مورد پذیرش بسیاری از خریداران قرار گرفت. با این حال این خودرو در آن زمان در بازار آمریکای شمالی از محبوبت کمتری برخوردار بود. نسل اول هوندا اودیسه در اروپا با نام هوندا شاتل به فروش می‌رسید.
در نسل‌های بعدی هوندا اودیسه، مدل‌های مختلفی طراحی و ساخته شدند و شرکت هوندا یک کارخانهٔ جدید را در لینکولن، آلاباما، ایالات متحده جهت تولید مدل‌های بزرگتر تأسیس کرد. از مدل سال ۱۹۹۹، هوندا یک مدل بزرگ‌تر (ام‌پی‌وی بزرگ) از اودیسه را در بازار آمریکای شمالی، و مدل کوچک‌تر این خودرو را در بازار ژاپن و مناطق دیگر عرضه کرد. در عین حال، شرکت هوندا مدل بزرگ‌تر اودیسه که برای آمریکای شمالی در نظر گرفته شده‌بود را از ژوئن ۱۹۹۹ تا سال ۲۰۰۵ در ژاپن با نام هوندا لاگریت به فروش می‌رساند. هر دو نسخهٔ هوندا اودیسه در ژاپن در نمایندگی‌های فروش هوندا کلیو به فروش می‌رسیدند. امروزه هر دو مدل این خودرو در بازارهای منطقهٔ خاورمیانه موجود هستند.

## نسل نخست (۱۹۹۵–۱۹۹۸)
هوندا اودیسه در سال ۱۹۹۴ به عنوان اولین خودروی مینی‌ون شرکت هوندا معرفی شد. این خودرو که بر پایه پلت‌فرم مدل آکورد ساخته شده‌بود، با یک موتور چهار سیلندر و امکاناتی نظیر ترمزهای دیسکی در هر چهار چرخ با سیستم ضد قفل، تعلیق دوجناقی برای تمام چرخ‌ها، جعبه‌دنده خودکار با دسته‌دندهٔ نصب شده در پشت فرمان، و سامانهٔ کنترل حرکت در شیب، که در بازار با نام گرید لوجیک (Grade Logic) شناخته می‌شود، عرضه شد. این کلاس از خودروها بعداً با نام کامپکت ام‌پی‌وی شناخته شدند. طراحی این خودرو، مواردی نظیر ساختار یکپارچهٔ شاسی، دو کیسه هوا، دو جعبهٔ داشبورد، سیستم گرمایش و سرمایش دو ناحیه‌ای با ۲۰٪ ظرفیت بیشتر در مقایسه با سیستم تهویهٔ آکورد (تنظیمات سرعت فن برای قسمت عقب نصب شده در بالای سر سرنشینان و تنظیمات اصلی در مقابل صندلی سرنشین جلو)، درهای عقب باز شونده به صورت مرسوم به‌جای درهای کشویی، و صندلی‌های ردیف سوم با قابلیت خوابیدن و جا گرفتن در محفظه‌ای در زیر کف را در بر می‌گرفت. لاستیک زاپاس نیز به داخل اتاق و کنار دیوارهٔ سمت راست بخش عقب خودرو منتقل شده بود.
شرکت هوندا، نسل اول مدل اودیسه را در دو سطح امکانات به فروش می‌رساند: تیپ ال‌ایکس با ظرفیت هفت سرنشین با صندلی‌های مجزا در جلو، صندلی سه نفره در ردیف وسط با قابلیت جداسازی، و صندلی دونفره در ریف سوم، و تیپ ئی‌ایکس با ظرفیت شش سرنشین (با استفاده از دو صندلی مجزا در ردیف وسط به‌جای صندلی سه نفرهٔ یکپارچه)، و امکانات اضافه‌ای همچون باربند سقف، رینگ‌های چرخ آلیاژی، تنظیم برقی ارتفاع صندلی راننده، سقف بازشوی برقی، سامانهٔ ورود بدون کلید، چراغ‌های مه‌شکن (در مدل‌های سال بعدی)، آینه‌ها و زه‌های جانبی همرنگ بدنه، چراغ‌های نقشه‌خوانی، و سیستم صوتی ۲۰ وات رادیو ای‌ام/اف‌ام با قابلیت پخش کاست و دارای ۶ بلندگو.
شرکت ایسوزو یک نسخهٔ بازنشانی شده از هوندا اودیسه را از سال ۱۹۹۶ تا ۱۹۹۹ با نام ایسوزو اوویسیس به فروش می‌رساند.

### توسعه
امور مهندسی خودروی اودیسه توسط کونیمیچی اوداگاکی، که در آن زمان در سمت مهندس ارشد در مرکز تحقیق و توسعهٔ هوندا فعالیت می‌کرد، و با همکاری یک تیم ۲۰ نفره، و در ابتدای وقوع بحران اقتصادی در ژاپن و همچنین با وجود تعرفهٔ ۲۵ درصدی واردات خودروهای مینی‌ون و وانت‌های سبک به ایالات متحده، انجام شد. در طی روند توسعهٔ اودیسه، این خودرو با استفاده از مجموع امکانت داخلی که قابلیت ساخت در کارخانه‌های موجود را با کمترین میزان سرمایه‌گذاری داشتند، به عامل مهمی در دور زدن این موانع و محدودیت‌ها تبدیل شد.
اوداگاکی در سپتامبر ۱۹۹۰ به همراه یک تیم کوچک به ایالات متحده سفر کرد تا بازار مینی‌ون‌ها را در این کشور مورد بررسی قرار دهد. در زمان آغاز به کار این پروژه، تیم تحقیقاتی در حال بررسی امکان استفاده از موتور چهار سیلندر یا وی۶ در مدل اودیسه بودند؛ اما در نهایت این پروژه لغو شد.
اوداگاکی به کار خود به همراهی یک تیم «زیرزمینی» برای طراحی مفهوم یک «جت شخصی» ادامه داد، که این موضوع در نهایت به نام‌گذاری پروژهٔ خودروی اودیسه با کد نام پی‌جی (مخفف Personal Jet) انجامید. اوداگاکی برای تحقق ایدهٔ خود مبنی بر جا گرفتن صندلی ردیف سوم در محفظه‌ای در زیر کف کابین خودرو، به همراه تیم خود بر روی ایجاد یک «راهروی میانی» در داخل کابین کار کرد. این تیم، جهت اجرای ایدهٔ راهروی میانی، حداقل ارتفاع سقف ۱٫۲ متر را برای کابین خودرو در نظر گرفتند و کف این خودرو را با عمق زیاد طراحی کردند تا به قابلیت‌هایی نظیر ورود و خروج آسان سرنشینان، جاگیری راحت در گاراژ، ارتفاع کم بارگیری بر روی باربند، و همچنین بهبود روند مونتاژ در کارخانه دست یابند.
تیم اوداگاکی با استفاده از تصاویر طراحی شدهٔ بزرگ، یک ماکت ۱/۴ و یک ماکت فومی اندازهٔ کامل، سعی در متقاعد کردن مدیریت این پروژه به امکان‌پذیری ساخت این خودرو داشتند. در نهایت در آوریل سال ۱۹۹۱، اوداگاکی اجازهٔ ساخت پیش‌نمونه این خودرو را دریافت کرد.
پس از بردن این پیش‌نمونهٔ فرمان راست به ایالات متحده، اوداگاکی حمایت شعبهٔ آمریکایی هوندا را کسب کرد و تولید این خودرو به‌طور رسمی از تاریخ ۲۰ اکتبر ۱۹۹۴ آغاز شد.
در زمان معرفی، اودیسه جایزهٔ خودروی سال ژاپن (ردهٔ ویژه)، و جایزهٔ خودروی جدید سال آرجی‌سی را از آن خود کرد. تا ماه سپتامبر ۱۹۹۷، بیش از ۳۰۰٬۰۰۰ دستگاه هوندا اودیسه به فروش رسیده‌بود که این موضوع این خودرو را به خودرویی با سریع‌ترین رشد فروش در میان محصولات جدید هوندا بدل کرد و رکورد فروش هوندا سیویک نیز توسط اودیسه شکسته شد.

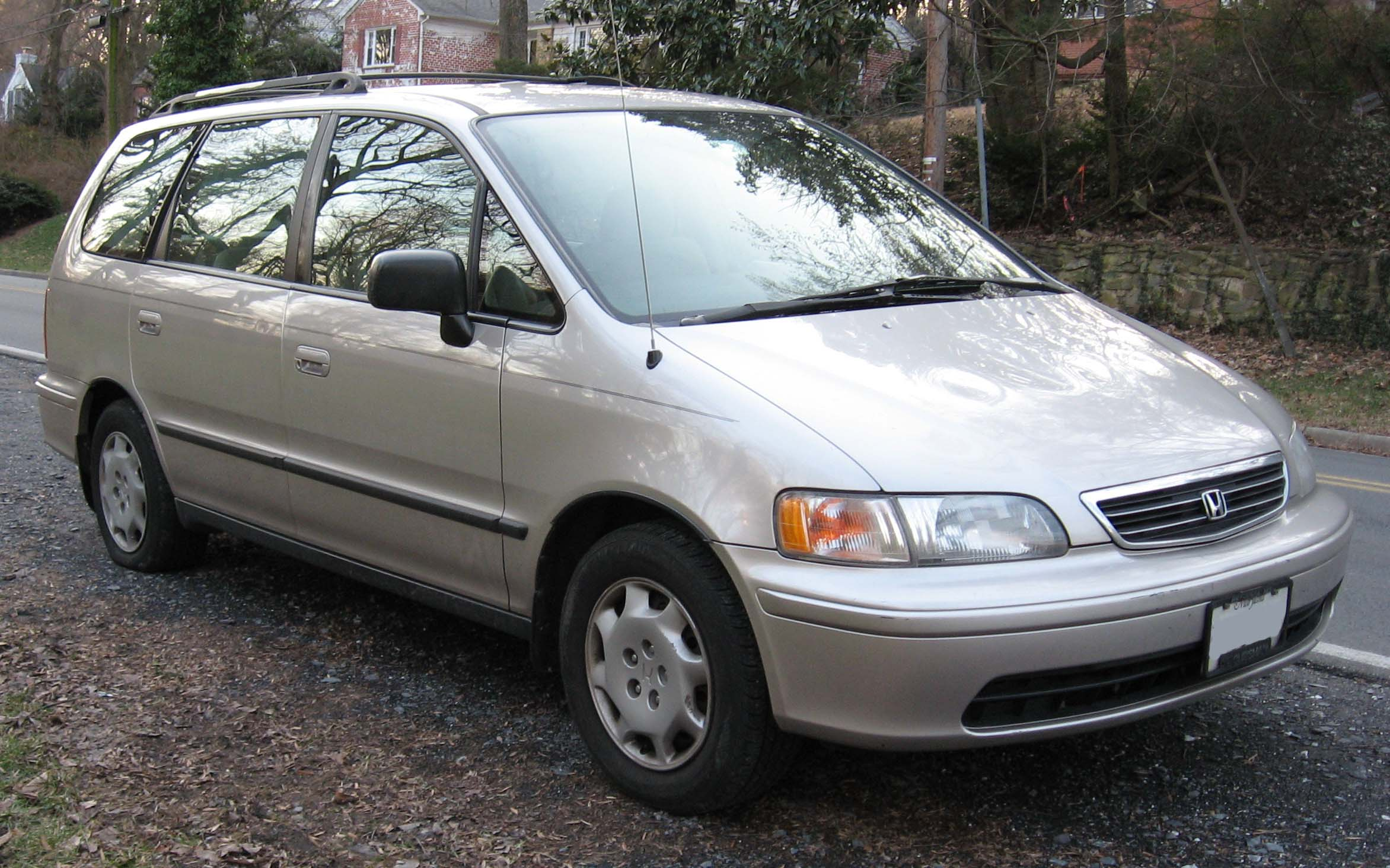
هوندا اودیسه مدل سال ۱۹۹۸ (ایالات متحده)

### ناوگان تاکسی‌رانی
در سال ۱۹۹۶، کمیسیون تاکسی و لیموزین شهر نیویورک تعداد خودروهای قابل استفاده در ناوگان خود را افزایش داده و نسل اول اودیسه نیز این اجازه را برای پیوستن به ناوگان تاکسی این شهر دریافت کرد. پیشنهاد استفاده از هوندا اودیسه در این ناوگان، توسط نوهٔ هفت سالهٔ یکی از اعضای مشورتی این کمیسیون مطرح شد. در آزمایش‌های اولیهٔ این خودرو، رانندگان این آزمون‌ها متوجه مزیت‌هایی در مقایسه با مدل‌های متداول شورولت کاپریس و فورد کراون ویکتوریا در ناوگان تاکسی‌رانی شدند که این مزیت‌ها شامل مواردی از جمله ارتفاع بیشتر (برای تسلط بیشتر راننده بر مسیر)، فضای سر سرنشینان، فضای پای سرنشینان عقب (کف مسطح کابین با توجه به طرح محور جلوی اودیسه)، و ظرفیت بار بیشتر در مقابل خودروهای سدان می‌شدند. در این خودرو برای قسمت عقب خودرو نیز دریچه‌های سیستم تهویه‌ای در نظر گرفته شده‌بود که مدل‌های سدان فاقد آن بودند.

## نسل دوم (۱۹۹۹–۲۰۰۴)
نسل دوم هوندا اودیسهٔ مخصوص بازار آمریکای شمالی، اولین بار در کانادا برای مدل سال ۱۹۹۹ و به‌طور عمده از سال ۱۹۹۸ تا ۲۰۰۴ برای بازار آمریکای شمالی تولید شد و از سال ۱۹۹۹ تا ۲۰۰۴ با نام هوندا لاگریت به ژاپن صادر شد.

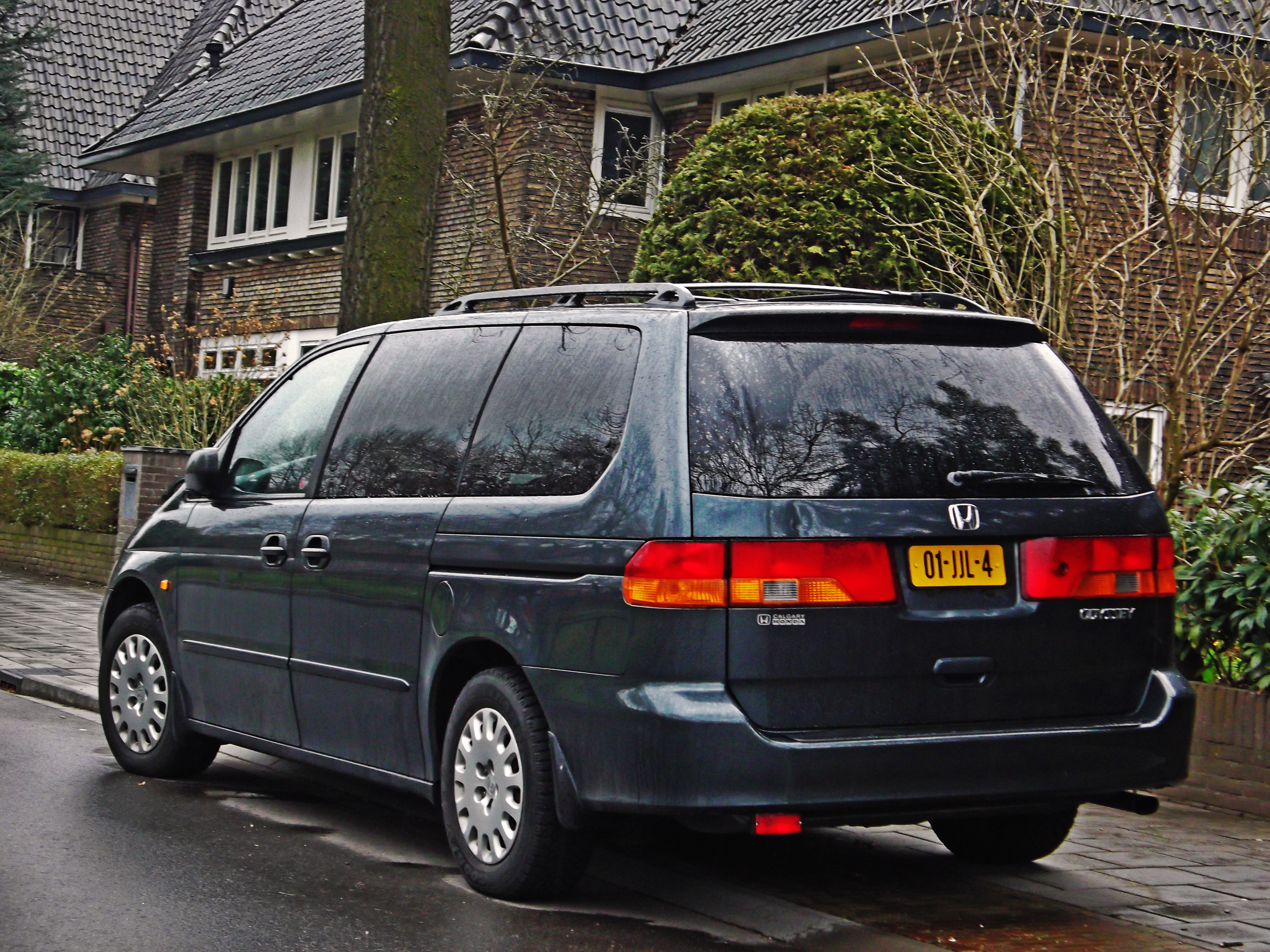
نمای پشت هوندا اودیسه

نسل دوم هوندا اودیسه، در مقایسه با نسل قبلی به‌طور چشمگیری بزرگتر بود و دارای سبک طراحی نزدیک به سبک مینی‌ون‌های کرایسلر بود. در این نسل درهای جانبی معمولی با نوع کشویی، سیستم تعلیق جلوی دو جناغی مدل‌های ۱۹۹۵ تا ۱۹۹۸ با تعلیق معمولی مک‌فرسون، و موتور ۴ سیلندر قبلی با یک نمونهٔ وی۶ با قدرت ۲۱۰ اسب بخار (۱۵۷ کیلووات) جایگزین شده‌بودند. در هر دو طرف هوندا اودیسه از درهای عقب کشویی استفاده شده‌بود، در حالی که در آن زمان مینی‌ون‌ها تنها به یک در کشویی مجهز بودند و در کشویی دوم تنها به صورت سفارشی بر روی آن‌ها نصب می‌شد. در تیپ ئی‌ایکس درهای کشویی برقی به‌طور استاندارد عرضه می‌شدند. اما برای تیپ ال‌ایکس این گزینه در دسترس نبود. این نسل از خودروی اودیسه همچنان به صندلی ردیف سوم با قابلیت جمع شدن در کف کابین مجهز بود؛ ابداعی که در بسیاری از مینی‌ون‌های دیگر نیز به کار گرفته شد. نسل دوم این خودرو در طی سال‌های تولید به امکانات مختلفی مجهز شد که از مهم‌ترین آن‌ها می‌توان به سیستم سرگرمی با قابلیت پخش دی‌وی‌دی یا وی‌اچ‌اس اشاره کرد. از دیگر امکانات قابل توجه ارائه شده در اودیسه، سیستم ناوبری ماهواره‌ای هوندا بود که با عرضه در سال ۱۹۹۹، به اولین سیستم ناوبری نصب شده بر روی خودروهای مینی‌ون بدل شد.
نسل دوم اودیسه از مدل سال ۱۹۹۹ تا ۲۰۰۴ موفق به کسب امتیاز ایمنی «خوب» از مؤسسهٔ بیمهٔ ایمنی بزرگراه‌های آمریکا (IIHS) شد.
اودیسه در این نسل به لطف موتور وی۶ قدرتمند و فرمان‌پذیری خوب با سیستم تعلیق مستقل، محبوبیت زیادی در میان خریداران خودروهای مینی‌ون داشت. از دیگر عوامل تأثیرگذار بر میزان محبوبیت این خودرو، می‌توان از کابین بزرگ، درهای جانبی کشویی برقی (کشویی دستی در تیپ ال‌ایکس) و صندلی‌های جمع‌شوندهٔ ردیف سوم نام برد. این خودرو به‌طور متوالی در سال‌های ۱۹۹۹ تا ۲۰۰۳ توسط سایت ادموندز، به عنوان «خواستنی‌ترین خودرو از نظر نویسندگان» در ردهٔ خودروهای مینی‌ون برگزیده شد.

### بازنگری میان-نسلی

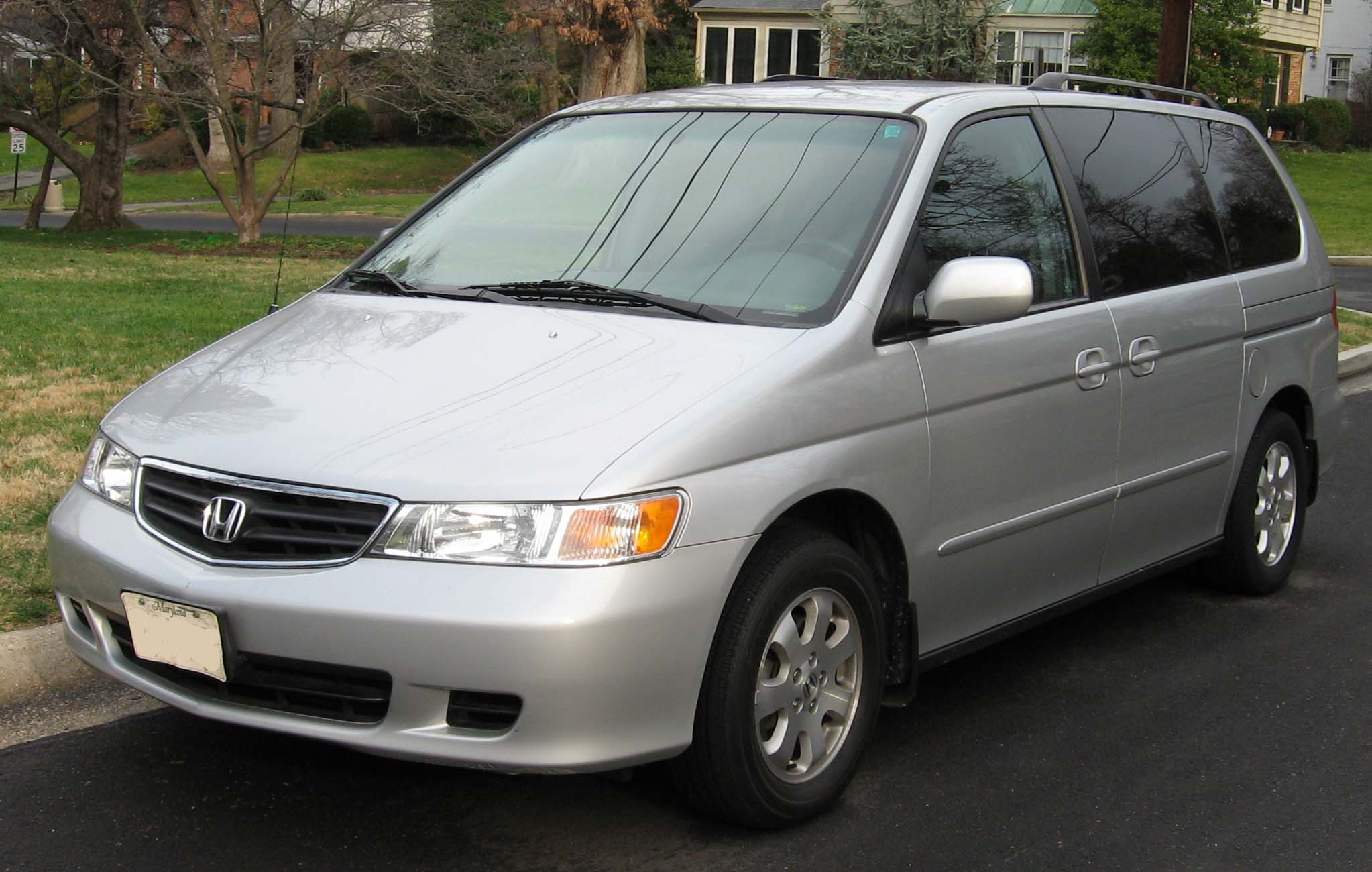
هوندا اودیسه ئی‌ایکس ۲۰۰۲–۲۰۰۴ (ایالات متحده)

اودیسه در سال ۲۰۰۱ افزایش چشمگیری در قدرت موتور را تجربه کرد. در این سال قدرت موتور این خودرو از ۲۱۰ اسب بخار (۱۵۷ کیلووات) به ۲۴۰ اسب بخار (۱۷۹ کیلووات) افزایش پیدا کرد و در کنار آن به امکانات جدید از جمله جعبه‌دندهٔ ۵ سرعتهٔ خودکار، کیسه‌های هوای زانویی جانبی و ترمزهای دیسکی عقب مجهز شد و تغییراتی جزئی در تزئینات خارجی و داخلی را تجربه کرد. به غیر از نصب بالابر برقی شیشهٔ راننده، اودیسه در سال‌های ۲۰۰۳ و ۲۰۰۴ بدون تغییر باقی ماند و در نهایت با نسل سوم جایگزین شد.

### مشکلات جعبه‌دنده
مدل‌های سال ۱۹۹۹ تا ۲۰۰۱ به مشکلات جدی در دوام جعبه‌دندهٔ ۴ سرعتهٔ خودکار دچار بودند. مایک اسپنسر، سخنگوی شرکت هوندا، گفته بود که این مشکل به دلیل وجود یک بلبرینگ خراب در جعبه‌دنده بود که ممکن بود با خرد شدن و پراکنده کردن قطعات و براده‌های فلزی در درون جعبه‌دنده و مجراهای عبور روغن گیربکس، باعث ایجاد اختلال در عمل روانکاری، و در نتیجه بی‌نظمی در درگیری دنده‌ها شود. هوندا در پاسخ به این مشکل، زمان ضمانت و گارانتی جعبه‌دندهٔ خودروهای مدل سال ۱۹۹۹ تا ۲۰۰۱ در آمریکای شمالی را به هفت سال یا ۱۰۰٬۰۰۰ مایل (۱۶۰٬۹۳۴ کیلومتر) افزایش داد. کمی بعد، این زمان برای خودروهای مدل سال ۱۹۹۹ تا ۲۰۰۱ در ایالات متحده به ۹۳ ماه یا ۱۰۹٬۰۰۰ مایل (۱۷۵٬۴۱۸ کیلومتر) افزایش یافت. این در حالی بود که زمان گارانتی این خودروها در کانادا به همان میزان ۷ سال باقی ماند. جعبه‌دندهٔ پنج سرعتهٔ خودکار، که اولین بار در خودروهای مدل سال ۲۰۰۲ نصب شد. همچنان از مشکلی مشابه نمونهٔ قبلی برخوردار بود. به گفتهٔ مایک اسپنسر، این جعبه‌دنده به‌طور کلی به دلیل درگیری نابهنگام مجموعهٔ کلاچ سومین دنده دچار آسیب می‌شد. به این صورت که مواد حاصل از اصطکاک کلاچ خرد شده و به پوستهٔ جعبه‌دنده و سپس مجراهای روغن نفوذ کرده و آن‌ها را مسدود می‌کردند. در نتیجهٔ این ضعف در روغن‌کاری قطعات متحرک جعبه‌دنده، امکان خروج دنده‌ها، تعویض بی‌موقع یا عدم تعویض دنده‌ها، یا تعویض ناگهانی از دندهٔ ۵ به ۲ وجود داشت.
مشکل دیگری که در برخی موارد در جعبه‌دندهٔ ۵ سرعته خودکار دیده شده‌بود، داغ شدن بیش از اندازه و شکستن دندهٔ دوم بود که به قفل شدن جعبه‌دنده منجر می‌شد. یک پمپ پرفشار روغن برای حل این مشکل بر روی این جعبه‌دنده نصب شد تا عمل روانکاری دندهٔ دوم را بهبود دهد، با این حال این امر نیز در حل مشکل کلاچ دندهٔ سوم چندان مؤثر نبود. با وجود اینکه یک خنک‌کنندهٔ جعبه‌دنده به همراه پکیج یدک‌کشی برای این نسل از هوندا اودیسه ارائه می‌شد، همچنان مشکل داغ‌شدن بیش از حد جعبه‌دنده حل نشده‌بود. استفاده از این سیستم خنک‌کننده، در کنار خنک‌کنندهٔ فرمان هیدرولیک در انجام هرگونه بکسل کردن و یدک‌کشی اجباری بود و در غیر این صورت گارانتی خودرو باطل می‌شد. خودروهای آکیورا سی‌ال، تی‌ال، ام‌دی‌ایکس و هوندا آکورد نیز مشابه اودیسه به این ضعف در سیستم انتقال قدرت دچار بودند.

## نسل سوم (۲۰۰۵–۲۰۱۰)
شرکت هوندا، نسل سوم اودیسه را برای مدل سال ۲۰۰۵ معرفی کرد. عرض و وزن این نسل نسبت به نسل قبلی افزایش پیدا کرده‌بود، اما طول و میزان فضای داخلی آن با نسل قبل برابری می‌کرد.
هوندا مهندسی بدنهٔ ای‌سی‌ئی را در نسل سوم اودیسه معرفی نمود که پس از این خودرو، در نسل هشتم هوندا سیویک نیز مورد استفاده قرار گرفت. کیسه‌های هوای پرده‌ای جانبی و کنترل پایداری الکترونیکی، که در نسل‌های پیشین در دسترس نبودند، اکنون در تمام مدل‌های اودیسه نصب شدند.
امکانات رفاهی اضافه در این نسل می‌توان به پرده‌های آفتاب‌گیر یکپارچه در درهای عقب، شیشه‌های پایین‌رونده برای ردیف دوم، و جایگزینی «صندلی جادویی» با صندلی مسطح در ردیف سوم جهت تقسیم فضای صندلی‌ها با نسبت ۶۰ به ۴۰ و برای امکان‌پذیری جمع شدن آن‌ها در حالت‌های مختلف اشاره کرد. در طراحی جدید صندلی ردیف سوم، بر خلاف نسل‌های قبلی، امکان صندلی‌ها بدون جداسازی پشت‌سری‌ها وجود داشت. از خصوصیاتی که این خودرو پس از بازنگری از آن‌ها برخوردار شده‌بود، می‌توان به دو جعبهٔ داشبورد و یک محفظهٔ بار از نوع لیزی سوزان گردان در کف خودرو، که در نسل پیشین در محل قرارگیری لاستیک زاپاس قرار داست، اشاره کرد. در نسل سوم، دسته‌دنده به جای کنسول میانی، در پشت فرمان خودرو نصب شده‌بود و صندلی‌های ردیف دوم که به صورت مجزا طراحی شده‌بودند، فاقد قابلیت جمع شدن در کف کابین بودند. در تیپ‌های ئی‌ایکس و ئی‌ایکس-ال یک صندلی اضافه برای سرنشین هشتم نیز به صورت استاندارد عرضه می‌شد. تیپ تورینگ نیز علاوه بر تمامی امکانات، دارای یک محفظهٔ بار مرکزی بود.
قدرت موتور در این نسل به ۲۲۵ اسب بخار (۱۶۸ کیلووات) افزایش یافت (قدرت این موتور بعداً با توجه به دستورالعمل‌های جدید اس‌ای‌ئی (جامعهٔ مهندسین خودرو) به ۲۴۴ اسب بخار (۱۸۲ کیلووات) افزایش پیدا کرد و در مدل‌های سال ۲۰۰۶ به بعد نصب شد) و تیپ‌های ئی‌ایکس-ال و تورینگ نیز به تکنولوژی وی‌سی‌ام هوندا (مدیریت سیلندر متغیر) مجهز شدند. این تکنولوژی باعث شد که این مصرف سوخت اودیسهٔ نسل سوم، طبق اعلام سازمان حفاظت از محیط زیست ایالات متحده، در مدل سال ۲۰۰۵ به ۱۱٫۸ لیتر بر ۱۰۰ کیلومتر (۲۰ مایل بر گالون آمریکایی) برسد. این ارقام در سال ۲۰۰۷ با تغییراتی مواجه شدند و مصرف سوخت اودیسه در مدل‌های مجهز به تکنولوژی وی‌سی‌ام به ۱۳٫۶ لیتر بر ۱۰۰ کیلومتر (۱۷٫۲۵ مایل بر گالون آمریکایی) و در مدل‌های فاقد این تکنولوژی به ۱۴٫۵ لیتر بر ۱۰۰ کیلومتر (۱۶٫۲۳ مایل بر گالون آمریکایی) رسید.
تیپ ئی‌ایکس-ال و تیپ‌های بالاتر از آن، با سیستم ناوبری ماهواره‌ای در جلو و سیستم سرگرمی برای سرنشینان عقب، یا تنها با سیستم سرگرمی عقب قابل خریداری بودند و سیستم پخش وی‌اچ‌اس با نام آی-وی‌ئی‌اس نیز از فهرست امکانات حذف شد. ۴ سطح امکانات مختلفی که برای بازار ایالات متحده در نظر گرفته شده‌بودند، عبارت بودند از: ال‌ایکس، ئی‌ایکس، ئی‌ایکس-ال و تورینگ. تیپ تورینگ، که در واقع بالاترین سطح امکانات برای هوندا اودیسه بود، از خصوصیات و امکاناتی نظیر لاستیک‌های پنچر-رو، در عقب (قسمت بار) برقی، پدال‌های تنظیم‌شونده به صورت برقی، صفحه‌نمایش چند منظوره، حافظهٔ تنظیمات صندلی‌ها و تزئینات کرومی برای در عقب بهره‌مند بود.
مدل‌های سال ۲۰۰۶ به بعد از این نسل اودیسه، موفق به کسب ۵ ستارهٔ ایمنی شده بودند، با این حال در مورد ایمنی خودروهای مدل سال ۲۰۰۵ نگرانی‌هایی وجود داشت. در طی آزمایش برخورد جانبی، در جانبی راننده باز شده‌بود. بازشدن در خودرو به هنگام برخورد جانبی می‌توانست به پرت شدن سرنشین خودرو به بیرون منجر شود.
نسل سوم هوندا اودیسه، علاوه بر کسب چندین جایزهٔ دیگر، برای سه سال متوالی در میان ۵ وانت برتر مجلهٔ کار اند درایور حضور داشت. این نسل در چارت‌های خبری ایالات متحده دارای بالاترین امتیاز در میان خودروهای مینی‌ون بود. مدل‌های سال ۲۰۰۷ تا ۲۰۰۹ این خودرو پرفروش‌ترین مینی‌ون‌های ایالات متحده بودند.

### بازنگری میان-نسلی

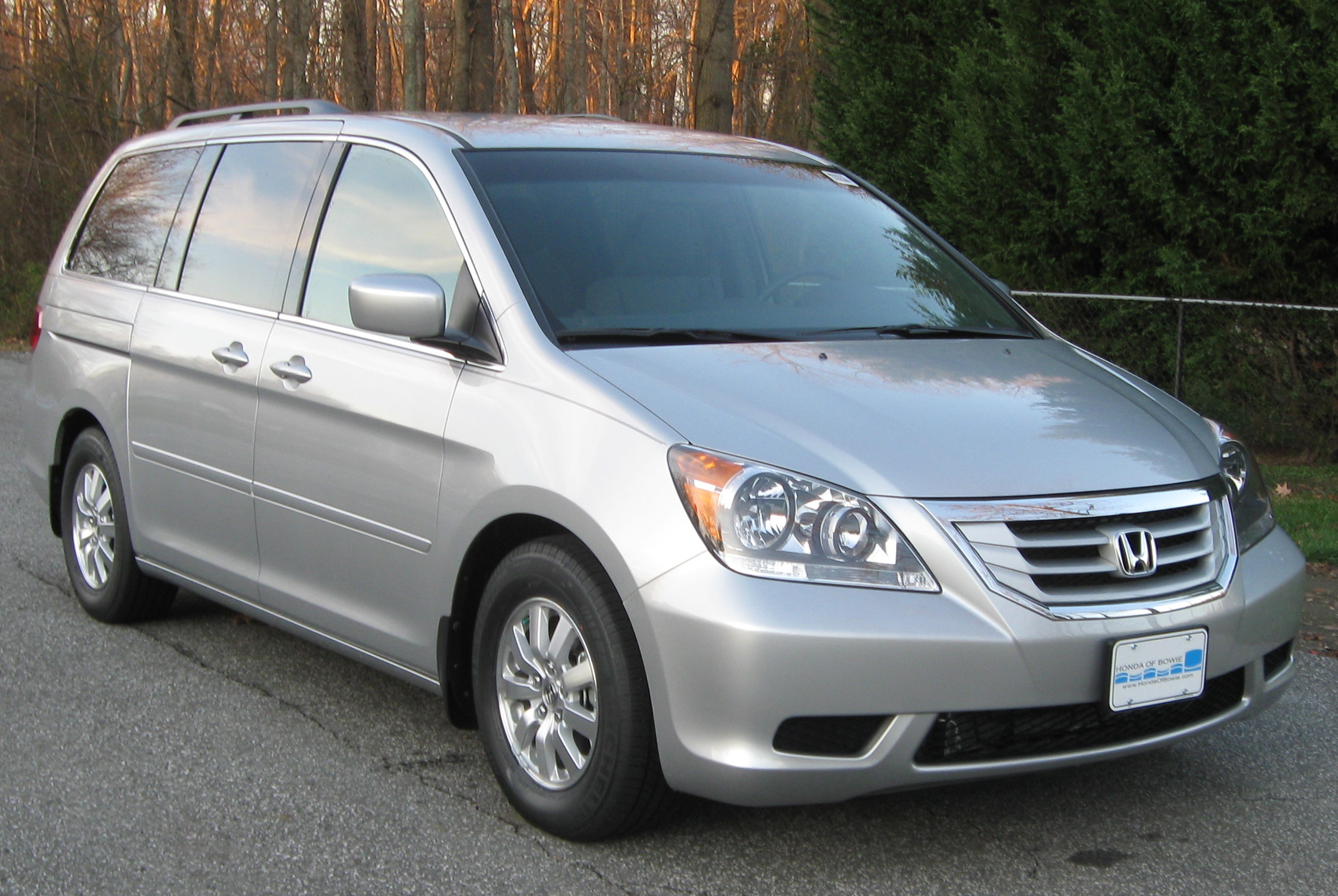
هوندا اودیسه ئی‌ایکس ۲۰۱۰

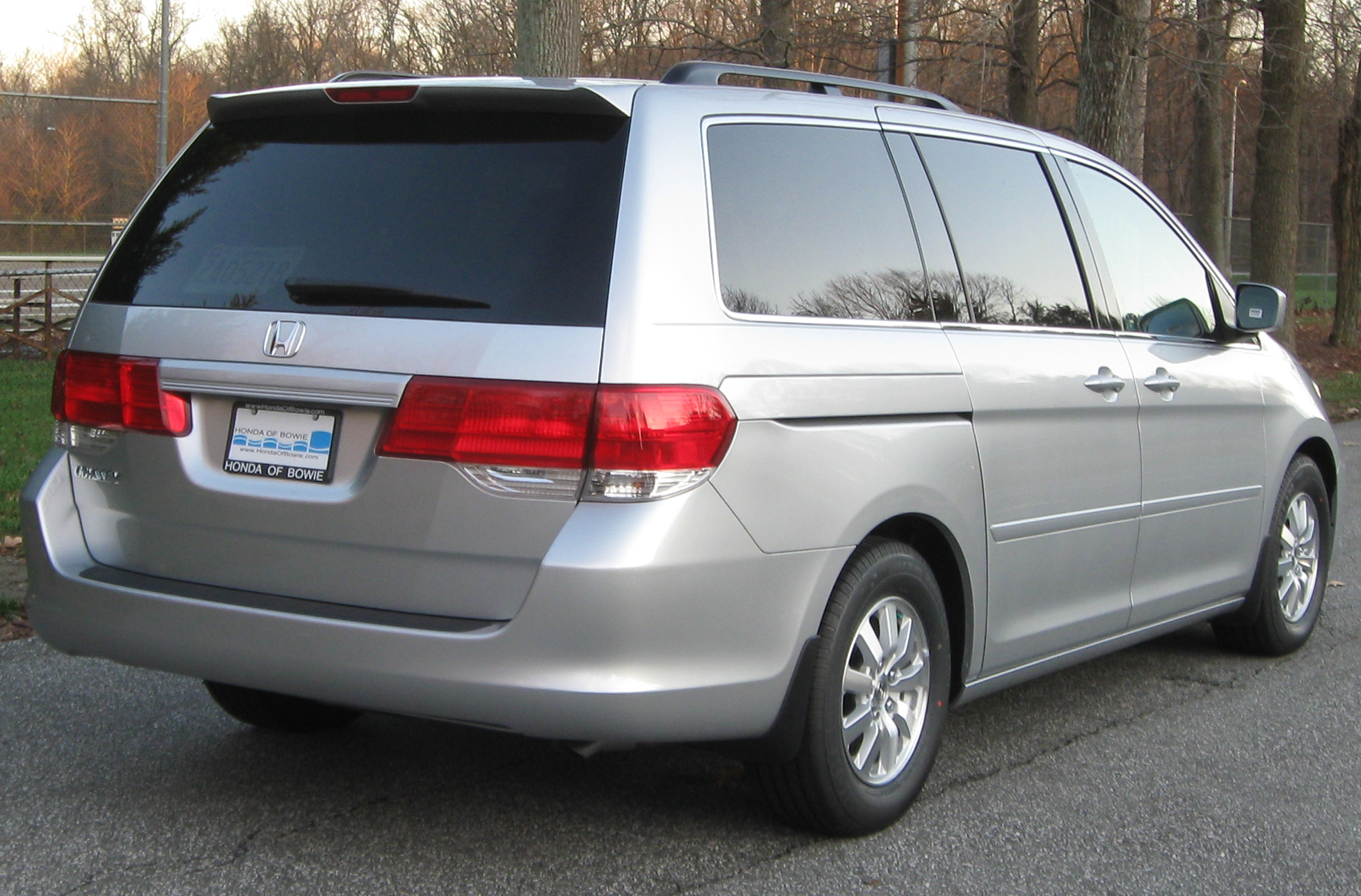
هوندا اودیسه ئی‌ایکس ۲۰۱۰

در سال ۲۰۰۸، اودیسه در میانهٔ نسل سوم مورد بازنگری در طراحی قرار گرفت. در این بازنگری، تمامی مدل‌ها به کیسه‌های هوای محافظ سر در جلو، و چراغ‌های رانندگی در روز مجهز شدند و طراحی داشبورد، جلوپنجره و چراغ‌های عقب نیز دستخوش تغییرات عمده شد. ورودی جک ۳٫۵ میلی‌متری صدا به امکانات استاندارد اضافه شد و دوربین دنده عقب، که پیش از این تنها در مدل‌های دارای سیستم ناوبری نصب می‌شد، با نمایش تصویر در آینهٔ وسط، اکنون به‌طور استاندارد در تیپ ئی‌ایکس-ال فاقد ناوبری نیز موجود بود. مدل‌های تورینگ پس از این بازنگری، از سیستم اتصال بلوتوث با قابلیت پشتیبانی از تمامی دستگاه‌های مجهز به این سیستم بهره‌مند شده و سامانهٔ ناوبری ماهواره‌ای نیز به فهرست امکانات استاندارد این تیپ افزوده شد. صندلی مستقل برای سرنشین هشتم، همراه با امکانات اضافه در بخش بار نیز از امکانات پایه در تیپ‌های ئی‌ایکس، ئی‌ایکس-ال و تورینگ پس از بازنگری در سال ۲۰۰۸ بودند.
در کشور کانادا، برای مدل‌های سال ۲۰۰۸ تا ۲۰۱۰، علاوه بر تیپ‌های ال‌ایکس، ئی‌ایکس، ئی‌ایکس-ال و تورینگ، یک تیپ جدید با نام دی‌ایکس نیز به سطوح مختلف امکانات اودیسه افزوده شد. این تیپ جدید فاقد صندلی مستقل هشتم بود. با این حال تجهیزات جدیدی که برای این تیپ ارائه شدند عبارت بودند از: آینهٔ مکالمه با سرنشینان عقب همراه با نگهدارندهٔ عینک، شیشه‌های دودی، باربند سقف، و زه‌های بدنه به رنگ مشکی. تیپ ال‌ایکس در سال ۲۰۱۰ از مجموعه تیپ‌های اودیسه حذف شد. در همان سال یک نسخهٔ ویژه با نام اس‌سی نسخهٔ ان‌اچ‌ال (NHL) جایگزین تیپ ئی‌ایکس شد که در کنار شباهت‌های زیاد با مدل ئی‌ایکس سال‌های ۲۰۰۸ و ۲۰۰۹، به سیستم سرگرمی برای سرنشینان عقب و نشان‌های ان‌اچ‌ال در بخش‌های مختلف کابین مجهز شده‌بود. برای مدل سال ۲۰۱۰، سیستم پخش دی‌وی‌دی در عقب که در تیپ تورینگ به صورت استاندارد نصب می‌شد، به گزینه‌های انتخابی تیپ ئی‌ایکس-ال نیز افزوده شد.

## نسل چهارم (۲۰۱۱–۲۰۱۷)
شرکت هوندا، اودیسهٔ مفهومی ۲۰۱۱ را ابتدا در اوایل سال ۲۰۱۰ در نمایشگاه خودروی شیکاگو، و سپس به‌طور رسمی در ۱۷ ژوئن همان سال به بازار آمریکای شمالی معرفی کرد. این خودرو در این نسل از بدنه‌ای بزرگ‌تر و پهن‌تر، ارتفاع کمتر سقف و طراحی کلی بازنگری شده بهره‌مند بود. در نسل چهارم یک مدل تورینگ الایت نیز به تیپ‌های اودیسه اضافه شد.
» سل چهارم هوندا اودیسه در مقایسه با نسل‌های پیشین خود دارای ۲۰ میلیمتر (۰٫۸ اینچ) طول بیشتر، ۵۳ میلیمتر (۲٫۱ اینچ) عرض بیشتر، و در حدود ۱۳ میلیمتر (۰٫۵ اینچ) ارتفاع کمتر است. ۵۹٪ از ساختار بدنهٔ این خودرو از فلز استیل با مقاومت بالا تشکیل شده‌است. تیپ‌های ارائه شده برای این نسل شامل ال‌ایکس، ئی‌ایکس، ئی‌ایکس-ال، تورینگ و تیپ جدید تورینگ الایت می‌شوند.
امکاناتی از قبیل سیستم صوتی ۶۵۰ وات با ۱۲ بلندگو (تیپ تورینگ الایت)، سامانه موقعیت‌یاب جهانی با قابلیت کنترل صوتی و ناوبری اچ‌دی‌دی با سیستم ایکس‌ام نَوترافیک (به صورت استاندارد در تیپ تورینگ و بالاتر، برای تیپ ئی‌ایکس-ال به صورت سفارشی)، ورودی اچ‌دی‌ام‌آی (تورینگ الایت)، دو صفحه نمایش ۱۶٫۲ اینچی مجزا با قابلیت پخش دی‌وی‌دی برای صندلی‌های عقب (تورینگ الایت)، یک «کول باکس» (جعبهٔ خنک) که به وسیلهٔ سیستم تهویه مطبوع خنک می‌شود (تیپ ئی‌ایکس-ال و بالاتر)، صندلی دو تکه (۶۰/۴۰) ردیف شوم با قابلیت جمع شدن و کنسول وسط صندلی‌های جلو با قابلیت جداسازی (تیپ ئی‌ایکس و بالاتر)، و فرمان جدیدی که در بروزرسانی‌های بعدی به این خودرو اضافه شد، برای نسل چهارم هوندا اودیسه در نظر گرفته شده‌اند.
چهارمین نسل اودیسه به چراغ‌های جلو از نوع پروژکتور برای تمام تیپ‌ها، و چراغ‌های از نوع زنون اچ‌آی‌دی برای تیپ تورینگ الایت مجهز شد و رینگ‌های ۱۸ اینچی آلیاژی برای تورینگ و تورینگ الایت، و ۱۷ اینچی برای تیپ‌های پایین‌تر در نظر گرفته‌شد. مدل‌های تورینگ و بالاتر همچنین به یک جعبه‌دندهٔ ۶ سرعتهٔ خودکار مجهز شدند. یک نمایشگر نقطه کور برای سمت راننده و دوربین دنده عقب با زاویهٔ متغیر نیز از جمله امکانات انتخابی در این نسل بودند.

### بازنگری میان-نسلی

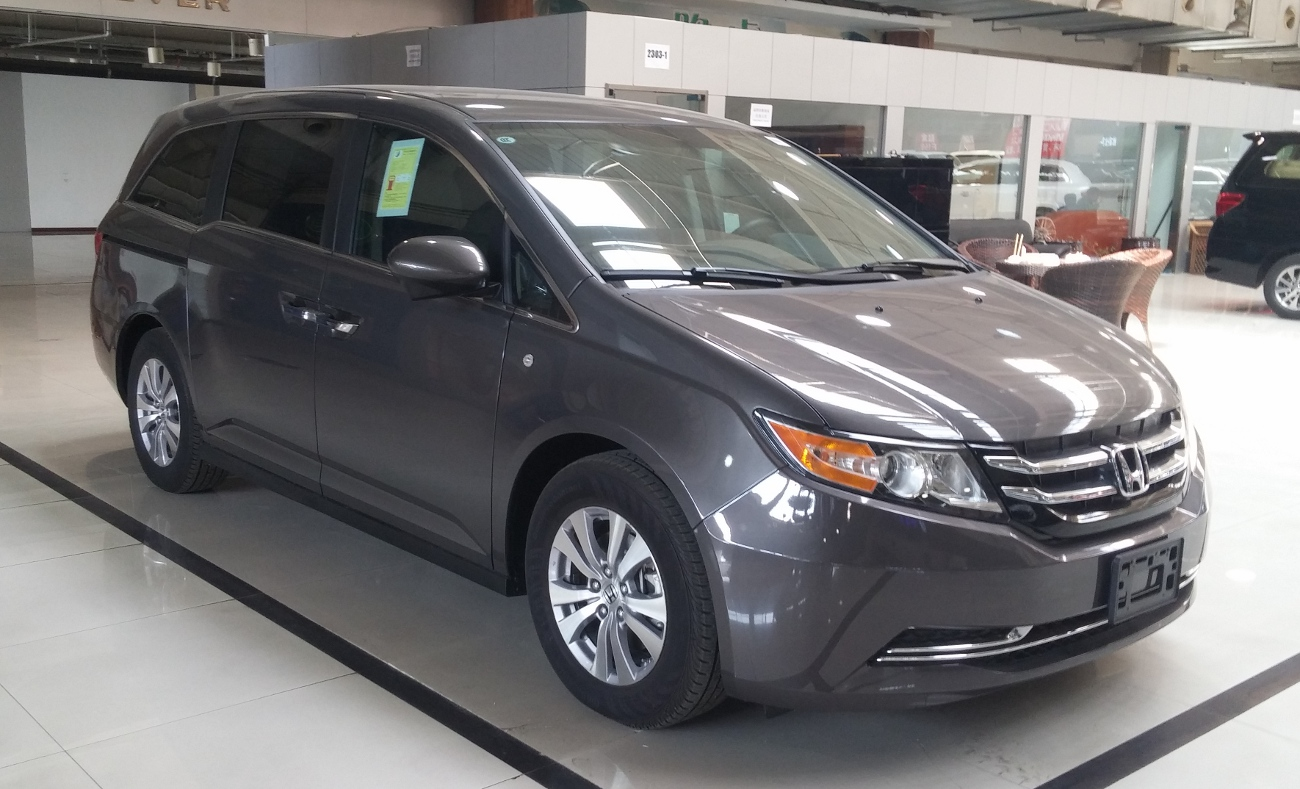
مدل سال ۲۰۱۴ پس از تغییر چهره

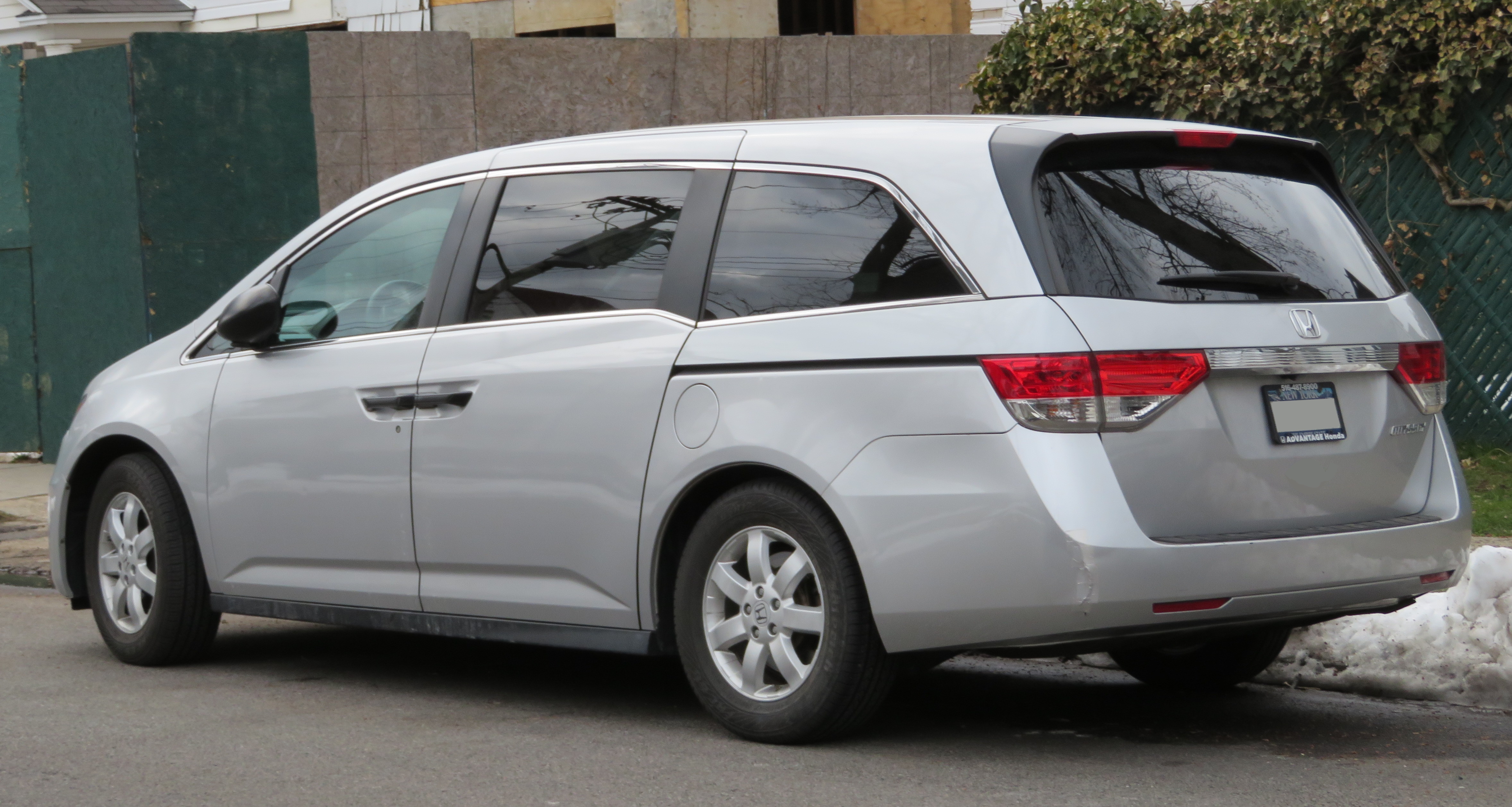
مدل سال ۲۰۱۴ پس از تغییر چهره

هوندا اودیسه برای مدل سال ۲۰۱۴ مورد بازنگری کلی قرار گرفت. از جمله تغییرات ایجاد شده در این مدل می‌توان به استفاده از جعبه‌دندهٔ ۶ سرعتهٔ خودکار در تمام تیپ‌ها، طراحی بدنه با خطوط صاف‌تر و شکسته‌تر، درپوش موتور و گلگیرهای جلوی آلومینیومی جدید، جلوپنجرهٔ دو خط و چهرهٔ جلویی بازطراحی شده اشاره کرد. در این سال امکانات رفاهی جدیدی نیز برای هوندا اودیسه ارائه شدند که عبارتند از: امکان نصب چراغ‌های مه‌شکن به صورت انتخابی، کاسه‌های چراغ پروژکتوری با رنگ تیره‌تر، امکان سفارش کلید هوشمند و چراغ‌های عقب از نوع ال‌ئی‌دی. در تیپ تورینگ الایت نیز یک جاروبرقی به صورت استاندارد تعبیه شده‌بود.
نمایشگر آی-مید هوندا، که در خودروهای سیویک و آکورد نیز در دسترس بود، در این سال به فهرست امکانات استاندارد اودیسه اضافه شد و اکنون تمامی مدل‌ها با اتکا به این سیستم، به صورت پایه به رادیوی اینترنتی پاندورا، اتصال بی‌سیم بلوتوث سازگار با آی‌پاد و آیفون، اتصال یواس‌بی، و یک صفحه‌نمایش رنگی مجهز شدند.
در بازنگری این نسل از هوندا اودیسه تجهیزات ایمنی بیشتری برای این خودرو در نظر گرفته‌شد که عبارتند از: دوربین نظارت بر مسیر (LaneWatch Camera) که در آینهٔ جانبی در سمت سرنشین جلو جا گرفته بود و می‌توانست به‌طور هماهنگ با نمایشگر نقطه کور سمت راننده عمل کند؛ هشدار برخورد از جلو (FCW)، و سامانه هشدار خروج از مسیر نیز به امکانات ایمنی انتخابی افزوده شدند. در حالی که دوربین دنده عقب تک زاویه‌ای با خطوط راهنمای پویا در دستهٔ امکانات استاندارد این خودرو قرار گرفت.
تیپ‌های عرضه شده برای مدل سال ۲۰۱۴ شامل ال‌ایکس، ئی‌ایکس، ئی‌ایکس-ال (ئی‌ایکس با تودوزی چرمی)، تورینگ و تورینگ الایت می‌شدند. همچنین یک تیپ اس‌ئی نیز تنها در بازار کانادا عرضه شد. این تیپ که در میان تیپ‌های ئی‌ایکس و ئی‌ایکس-ال قرار می‌گرفت، در مدل سال ۲۰۱۶ به بازار ایالات متحده نیز وارد شد. در سال ۲۰۱۴، تودوزی‌ها و تزئینات داخلی جدید به همراه رنگ‌های جدیدی برای بدنهٔ اودیسه ارائه شد.

### ایمنی
بر پایه آمار منتشر شده توسط مؤسسه بیمه ایمنی بزرگراه‌های ایالات متحده (IIHS)، خودروی اودیسه، با نرخ ۰ کشته به ازای هر ۱ میلیون خودروی ثبت‌شده، دارای کمترین میزان تلفات جانی راننده در کلاس خودروهای مینی‌ون بوده‌است. از مدل سال ۲۰۱۳، شرکت هوندا تمام مدل‌های خودروی اودیسه را به دوربین دنده عقب مجهز کرد. همچنین برای مدل سال ۲۰۱۴، ساختار بدنه و شاسی این خودرو برای مقاومت بیشتر در زمان تصادف، مورد بازنگری و تقویت قرار گرفت.

### رتبه‌بندی و امتیاز ایمنی

#### مؤسسه بیمه ایمنی بزرگراه‌ها
| برخورد انحرافی متعادل جلو                    | خوب  |
| برخورد انحرافی جزئی جلو (مدل‌های ۲۰۱۴تا کنون) | خوب* |
| برخورد جانبی                                 | خوب  |
| استحکام سقف                                  | خوب  |

* اولین خودروی مینی‌ون که موفق به کسب جایزهٔ بهترین گزینهٔ ایمنی+ شد.

#### سازمان ملی ایمنی ترافیک بزرگراه‌ها (نیتسا)
| امتیاز کلی:                    | 5/5 ستاره |
| راننده (برخورد روبرو)          | 5/5 ستاره |
| سرنشین (برخورد روبرو)          | 5/5 ستاره |
| راننده (برخورد جانبی)          | 5/5 ستاره |
| سرنشین (برخورد جانبی)          | 5/5 ستاره |
| راننده (برخورد جانبی با مانع): | 5/5 ستاره |
| غلتیدن:                        | / ۱۲٫۷٪   |

## نسل پنجم

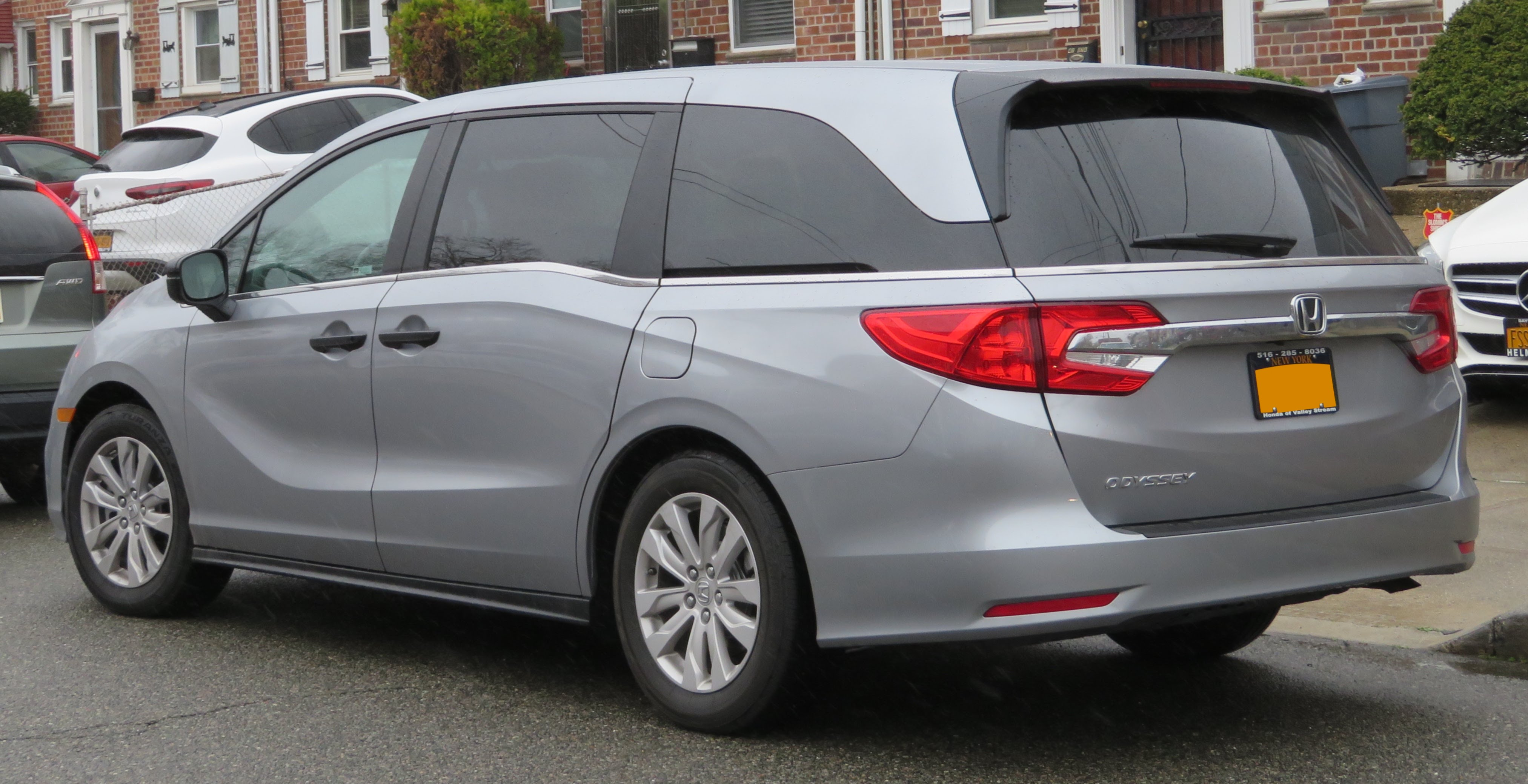
نمای عقب نسل پنجم اودیسه

نسل پنجم اودیسه در ژانویه ۲۰۱۷ و در نمایشگاه بین‌المللی خودروی آمریکای شمالی رونمایی شد و فروش این خودرو در مهٔ ۲۰۱۷ با عنوان مدل سال ۲۰۱۸ آغاز شد. نسل پنجم اودیسه اولین خودرو از میان خودروهای تولیدی شرکت هوندا است که به جعبه‌دندهٔ ۱۰ سرعتهٔ خودکار ساخت این شرکت مجهز شد. خط تولید هوندا در آلاباما تولید این نسل از هوندا اودیسه را در تاریخ ۲۶ آوریل ۲۰۱۷ آغاز کرد.
نسل پنجم، در مقایسه با نسل قبلی، دارای ۸ میلیمتر (۰ اینچ) طول بیشتر و ۳۰ میلیمتر (۱ اینچ) ارتفاع بیشتر بوده و عرض آن ۱۸ میلیمتر (۱ اینچ) کمتر است. با وجود تمام این تفاوت‌ها فاصلهٔ بین محورها در این نسل با اندازهٔ دقیق ۳ متر (۱۱۸ اینچ)، با نسل چارم برابر است. بدنهٔ این خودرو که از فلزاتی شامل آهن، آلومینیوم و منیزیم ساخته شده‌است، نسبت به نسل چهارم ۳۴ کیلوگرم (۷۵ پوند) سبک‌تر بوده و دارای مقاومت پیچشی بیشتر به میزان ۴۴٪ است. اودیسهٔ نسل پنجم در ۵ سطح امکانات مختلف با نام‌های ال‌ایکس، ئی‌ایکس، ئی‌ایکس-ال، تورینگ و الایت عرضه شده‌است.
نسل پنجم دارای مجموعه‌ای از تجهیزات ایمنی است که تمام آن‌ها در قالب یک مجموعهٔ ایمنی با نام هوندا سنسینگ برای این خودرو در نظر گرفته شده‌اند. ازمیان این تجهیزات، سامانه‌های هشدار برخورد از روبرو (FCW)، و هشدار خروج از مسیر (LDW) تنها در تیپ‌های ئی‌ایکس-ال به بالا موجود هستند. صندلی‌های ردیف دوم مجیک اسلاید در تیپ‌های ئی‌ایکس و بالاتر از امکانات استاندارد این خودرو بوده و سیستم‌های کابین‌تاک (CabinTalk) و کابین‌واچ (CabinWatch) نیز بخشی از تجهیزات استاندارد در مدل‌های تورینگ هستند.

### ایمنی
هوندا اودیسه ۲۰۱۸ از سوی مؤسسه بیمه ایمنی بزرگراه‌ها به عنوان برندهٔ جایزهٔ بهترین گزینهٔ ایمنی+ برگزیده شده‌است.
| آزمون                             | رتبه      |
| امتیاز کلی                        | 5/5 ستاره |
| برخورد انحرافی جزئی جلو           | خوب       |
| برخورد انحرافی متعادل جلو         | خوب       |
| برخورد جانبی                      | خوب       |
| استحکام سقف                       | خوب       |
| ایمنی سر و گردن و صندلی‌ها         | خوب       |
| پیشگیری از تصادف جلو              | عالی      |
| چراغ‌های جلو                       | قابل قبول |
| چفت‌های صندلی کودک و سهولت استفاده | خوب+      |

## بازخورد
هوندا اودیسه در زمان معرفی، برندهٔ جایزه‌های خودروی سال ژاپن (ردهٔ خودروهای ویژه)، و خودروی جدید سال آرجی‌سی شد. اودیسه در سپتامبر ۱۹۹۷ از مرز فروش ۳۰۰٬۰۰۰ دستگاه عبور کرد و با شکستن رکورد مدل سیویک، به مقام سریعترین رشد فروش خودروهای هوندا دست یافت. این خودرو همچنین در سال ۱۹۹۵ از سوی مجلهٔ ویلز به عنوان خودروی سال برگزیده شد. در زمان رونمایی از اودیسه در اروپا، که این خودرو در آنجا با نام شاتل شناخته می‌شد، جاناتان پالمر، رانندهٔ سابق مسابقات فرمول یک، فرمان‌پذیری این خودرو را برابر با هرگونه خودروی سدان شرکتی دیگر توصیف کرد.
در یک نظرسنجی از مالکین اودیسه در سال ۱۹۹۵، ۹۸ درصد از شرکت‌کنندگان به فرمان‌پذیری اودیسه امتیاز بالاتر از حد متوسط دادند. همچنین ۵۰٫۳ آن‌ها به کفایت قدرت پیشرانه، و ۲۵ درصد نیز به نیاز به قدرت بیشتر رأی دادند. در یک بررسی که بعداً بر روی این خودرو انجام شد، بازخورد اودیسه در بازار خودروهای مینی‌ون به اختصار اینگونه توصیف شد:
«اودیسه، با توجه به فضای داخلی عظیم و بسیار راحت، و قابلیت‌های فراوان، در جایگاه اشتباهی از بازار خودروهای مینی‌ون قرار گرفته‌است.»— گرگ اندرسون، 